# Liste profanierter Kirchen im Bistum Aachen
Diese Liste der profanierten Kirchen im Bistum Aachen listet die bisher profanierten und geschlossenen Kirchen des Bistums Aachen auf. Bei der Schließung eines katholischen Kirchengebäudes wird ein Profanierungsgottesdienst gefeiert, der zur Verabschiedung von dem Gebäude als Gotteshaus dient. Mit der Profanierung wird die Kirche entsegnet. Die Liste zeigt ebenso die unterschiedlichen Möglichkeiten der Umnutzung nach einer Kirchenschließung.

## Liste
| Bild | Name                                              | Ort                        | Profaniert        | Kirchengemeindeverband        | Bemerkungen |
| ---- | ------------------------------------------------- | -------------------------- | ----------------- | ----------------------------- | --- |
|      | St. Alfons                                        | Aachen                     | 2005              |                               | ehemalige Klosterkirche der Redemptoristen (1865–1986) und der Jesuiten-Kommunität Aachen (1986–2005), seit 2008 als Bürogebäude hergerichtet |
|      | St. Barbara                                       | Aachen                     | 31. März 2019     | Aachen-Ost / Eilendorf        | Der Kirchenkomplex wurde der Gemeinde „Neues Leben“ zur Nutzung einer evangelischen Freikirche verkauft. |
|      | St. Elisabeth                                     | Aachen                     | 24. Apr. 2016     | Aachen-Nord                   | Am 1. Dezember 2016 von der Landmarken AG übernommen und drei Monate als Konzepthotel genutzt. Seit 2017 gemeinsam mit DigitalHub Aachen als Digital Church genutzt. |
|      | Katholisches Gemeindezentrum Franziska von Aachen | Aachen                     | 2008              | GdG Franziska von Aachen      | wurde 2008 der Evangelischen Freikirchlichen Gemeinde Aachen übertragen |
|      | St. Martin                                        | Aachen                     | 2005              |                               | 1953/54 erbaut, 2005 an evangelikale Vineyard-Gemeinde Aachen verkauft |
|      | St. Paul                                          | Aachen                     | 2010              | Aachen-Mitte                  | Umbau zum Diözesanarchiv des Bistums Aachen. |
|      | Christus unser Friede                             | Aachen-Forst               | 20. Juni 2019     | Aachen-Forst / Brand          | Die zwischen 1970 und 1971 im Neubaugebiet Driescher Hof erbaute Kirche soll aufgrund von Baufälligkeit abgerissen werden. |
|      | St. Matthäus                                      | Aldenhoven-Pattern         | 1989 (spätestens) | Aldenhoven                    | Die Patterner Kirche musste wie das gesamte Dorf dem Tagebau Zukunft weichen. Am 12. Juli 1990 wurde das neugotische Gotteshaus abgerissen. Als Ersatz wurde am 27. Juni 1992 in Neu-Pattern die Matthäus-Kapelle eingeweiht.                                                                         |
|      | St. Bonifatius                                    | Düren                      | 7. Jan. 2017      | Düren-Mitte                   | Wird zu einer Kindertagesstätte umgebaut. |
|      | St. Peter Julian                                  | Düren                      | 2003              | Düren-Mitte                   | Abriss im Juni 2003, 2005 Bau eines Altenheimes auf dem Grundstück. |
|      | Herz-Jesu-Kirche                                  | Düren-Hoven                | 24. Feb. 2024     | Düren-Nord                    | Erbaut 1971–1972, Einbau von 10 Wohnungen geplant. Der heutige Altarraum soll für Gottesdienste weitergenutzt werden. |
|      | St. Cyriakus                                      | Düren-Niederau             | 4. Juli 2015      | Düren-Mitte                   | Seit 1. November 2015 Grabeskirche |
|      | Kapelle St. Josef                                 | Erkelenz-Berverath         | 28. Nov. 2021     | Erkelenz                      | Die Kirche soll dem Tagebau Garzweiler weichen und abgerissen werden. |
|      | St. Martinus                                      | Erkelenz-Borschemich       | 23. Nov. 2014     | Erkelenz                      | Die Kirche musste der Erweiterung des Tagebaus Garzweiler weichen. Im Februar 2016 erfolgte der Abriss. Im Mai 2015 wurde als Ersatz in Neu-Borschemich eine neue Kapelle fertiggestellt. |
|      | St. Lambertus                                     | Erkelenz-Immerath          | 13. Okt. 2013     | Erkelenz                      | Die Kirche wurde am 8. und 9. Januar 2018 abgerissen und musste wie das gesamte Dorf Immerath dem Tagebau Garzweiler weichen. Im Umsiedlungsort Immerath (neu) wurde als Ersatz eine wesentlich kleinere Kapelle errichtet.                                                                           |
|      | Heilig Kreuz                                      | Erkelenz-Keyenberg         | 28. Nov. 2021     | Erkelenz                      | Die Kirche soll dem Tagebau Garzweiler weichen und abgerissen werden. |
|      | Herz Jesu                                         | Erkelenz-Kuckum            | 28. Nov. 2021     | Erkelenz                      | Die Kirche soll dem Tagebau Garzweiler weichen und abgerissen werden. |
|      | Herz Jesu                                         | Eschweiler                 | 20. Juni 2015     | Eschweiler-Mitte              | 1938/39 erbaut, wird seit 2022 als Sozialkaufhaus genutzt. |
|      | St. Michael                                       | Eschweiler                 | 13. Juni 2015     | Eschweiler-Mitte              | Abgerissen |
|      | St. Silvester                                     | Eschweiler-Lohn            | 17. Dez. 1972     | Eschweiler                    | Wie das gesamte Dorf Lohn musste auch die Kirche dem Tagebau Zukunft weichen. Am 11. Dezember 1973 wurde das Gebäude gesprengt. Im Umsiedlungsort Neu-Lohn wurde als Ersatz eine neue Kirche und am Standort der alten Kirche die Gedächtniskapelle Lohn errichtet.                                   |
|      | St. Josef                                         | Geilenkirchen-Bauchem      | 16. Aug. 2015     | Hückelhoven                   | 1974 erbaut, Abriss im Frühjahr 2018. |
|      | St. Barbara                                       | Hückelhoven                | 25. Sep. 2016     | Hückelhoven                   | 1933 erbaut, steht zurzeit leer. |
|      | Haus der Begegnung (HdB)                          | Hückelhoven-Ratheim        | 20. Feb. 2016     | Hückelhoven                   | Das 1972 als zweites Ratheimer Kirchengebäude erbaute HdB konnte als Folge des „Kirchlichen Immobilien Managements“ (KIM) und rückläufiger Besucherzahlen nicht mehr gehalten werden. Nachnutzung als Flüchtlingsunterkunft durch die Stadt Hückelhoven.                                              |
|      | St. Clemens                                       | Inden                      | 1999 (circa)      | Inden                         | Wie das gesamte Dorf Inden musste auch die Kirche dem Tagebau Inden weichen. Nach 2001 wurde die Kirche abgerissen. Im Umsiedlungsort Inden/Altdorf wurde als Ersatz für die beiden Kirchen von Inden und Altdorf eine neue errichtet.                                                                |
|      | St. Pankratius                                    | Inden-Altdorf              | 1999 (circa)      | Inden                         | Wie das gesamte Dorf Altdorf musste auch die Kirche dem Tagebau Inden weichen. Nach 2001 wurde die Kirche abgerissen. Im Umsiedlungsort Inden/Altdorf wurde als Ersatz für die beiden Kirchen von Inden und Altdorf eine neue errichtet.                                                              |
|      | St. Mariä unbefleckte Empfängnis                  | Inden-Pier                 | 18. Mai 2008      | Inden                         | Wie das gesamte Dorf Pier musste auch die Kirche dem Tagebau Inden weichen. Im Februar 2012 wurde das Gebäude abgerissen. |
|      | St. Pankratius                                    | Jüchen-Garzweiler          | 1988 (circa)      | Jüchen                        | Wie das gesamte Dorf Garzweiler musste auch die Kirche dem Tagebau Garzweiler weichen. Der Abriss wurde im Jahr 1989 vollzogen. Als Ersatz wurde am Umsiedlungsort Garzweiler eine neue, kleinere Kirche errichtet.                                                                                   |
|      | St. Simon und Judas Thaddäus                      | Jüchen-Alt-Otzenrath       | 18. Juni 2006     | Jüchen                        | Wie das gesamte Dorf Alt-Otzenrath musste auch die Kirche dem Tagebau Garzweiler weichen. Der Abriss wurde vom 8. bis 12. März 2007 vollzogen. Als Ersatz wurde am Umsiedlungsort Otzenrath eine neue, kleinere Kirche errichtet.                                                                     |
|      | St. Rochus                                        | Jülich                     | 24. Dez 2022      | Jülich                        | Entwidmet und verkauft, Nachnutzung als Fahrradhandlung, Kapelle kann weiterhin genutzt werden. |
|      | Heilig-Geist-Kapelle                              | Kempen                     |                   |                               | von 2005 bis 2012 Nachnutzung durch Buchhandlung |
|      | St. Antonius (Bunkerkirche)                       | Krefeld-Dießem             | 2006              | Krefeld-Mitte                 | 1953–1954 Umbau eines Hochbunkers der 1940er Jahre, Planung: Alfons Leitl, 2005–2006 Abriss und Bau eines Heims für psychisch Kranke |
|      | St. Norbertus                                     | Krefeld                    | 2006              | Krefeld-Mitte                 | 1950 erbaut, 2014 Umbau zu Wohnungen |
|      | St. Franziskus                                    | Krefeld                    | 26. Juni 2016     | Krefeld-Mitte                 | 1959–1961 erbaut, Architekten Stefan Leuer und Artur Janssen, Verkauf und Weiternutzung als Russisch-Orthodoxe Kirche unter dem Patronat der hl. Barbara |
|      | St. Lambertus                                     | Merzenich-Bürgewald        | 15. Juni 2019     | Merzenich / Niederzier        | Die Kirche und das Dorf Bürgewald (bis 2024 Morschenich) sollten dem Tagebau Hambach weichen und abgerissen werden. Da Bürgewald jedoch nach aktuellen Planungen nicht mehr abgebaggert werden soll, ist die Zukunft des Kirchengebäudes ungewiss.                                                    |
|      | St. Albertus                                      | Mönchengladbach-Mitte      | 1885              | 2024                          | Ehemalige Jugendkirche, Nov. 2024 profaniert, von der Caritas übernommen |
|      | St. Kamillus                                      | Mönchengladbach-Dahl       | 2014              |                               | erbaut 1929–1931, seit 2014 Nachnutzung als „Grabeskirche“ (Kolumbarium) |
|      | St. Christophorus                                 | Mönchengladbach-Dorthausen | 6. Juli 2014      |                               | erbaut 1961, Abriss 2022 |
|      | St. Elisabeth                                     | Mönchengladbach-Eicken     | 2009              |                               | 1933/34 erbaut, seit 2009 Nachnutzung als „Grabeskirche“ (Kolumbarium) |
|      | Christus König                                    | Mönchengladbach-Herrath    | 2009              |                               | erbaut 1953, Abriss wegen Baufälligkeit 2009, durch Begegnungsstätte Christus König ersetzt |
|      | St. Peter                                         | Mönchengladbach-Waldhausen | 30. Juni 2007     |                               | In der ehemaligen Kirche befindet sich seit 2010 ein Kletterpark. |
|      | Herz Jesu                                         | Mönchengladbach-Pesch      | 21. Apr. 2007     |                               | In der ehemaligen Kirche wurden zwischen 2010 und 2011 Wohnungen eingebaut. |
|      | St. Andreas und Matthias                          | Niederzier-Lich-Steinstraß | 1985 (spätestens) |                               | Wie das gesamte Dorf Lich-Steinstraß musste auch die Kirche dem Tagebau Hambach weichen. Der Abriss wurde im Jahr 1988 vollzogen. Als Ersatz wurde am Umsiedlungsort Jülich-Lich-Steinstraß eine neue Kirche errichtet.                                                                               |
|      | St. Hermann Josef                                 | Stolberg-Liester           | 2022              |                               | Nachnutzung offen |
|      | St. Josef                                         | Viersen-Rintgen            | 2010              |                               | 1889–91 erbaut, seit 2012 Nachnutzung als „Grabeskirche“ (Kolumbarium) |
|      | St. Mariä Rosenkranz                              | Willich                    | 2016              | Kirchengemeinde St. Katharina | Aus dem Verkaufserlös konnte am 14. Dezember 2016 die Kirchengemeinde unweit der früheren Kirche eine Wegekapelle als Ort der Erinnerung errichten. In die Kapelle wurden Teile der ehemaligen Kirche integriert, der danebenliegende Glockenturm besitzt eine Glocke aus dem aufgegebenen Gotteshaus |